# Antonio Mancino
Antonio Mancino (Pignola, 23 gennaio 1972) è un attore italiano, che deve la notorietà al ruolo di Nicola Lanza che ricopre dal 2008 nel soap opera di Raitre Un posto al sole.

## Biografia
Si diploma come odontotecnico nel 1991, successivamente, nel 1994 prende tutta un'altra strada, debuttando come attore di teatro nell'opera Piccoli frammenti di brigantaggio. A questo lavoro ne seguiranno molti altri, facendo di Mancino un affermato attore teatrale.
Durante la sua carriera è stato presente sia in fiction televisive che in film per il cinema. Citiamo, tra gli altri: La squadra, Rocco e il falco e Gente di mare.
È stato il protagonista di diverse pubblicità tra cui: Vodafone, Fiat e Beghelli, Volvo, Tesco uk.
Dal 2008 Ha ricoperto il ruolo di Nicola Lanza nella soap opera Un posto al sole.

## Filmografia
- 2001: Rocco e il falco, regia di Victor Rabaldi
- 2002: Il pranzo della domenica, regia di Carlo Vanzina
- 2002: Amorfù, regia di Emanuela Piovani
- 2003: Call-center
- 2004: Gente di mare
- 2005: Voci nel silenzio, regia di Vincelli
- 2006: Fedra, regia di Salvo Bitonti
- 2006-2007: La squadra 8
- 2007: Ho sposato uno sbirro, regia di Giorgio Capitani
- 2008: Il bene e il male, regia di Giorgio Serafini
- 2008-2010: Un posto al sole di registi vari.
- 2012: Berberian Sound Studio